# Północny Toruń Projekt
Północny Toruń Projekt (PTP) – polska grupa muzyczna wykonująca crunk powstała w 2005 roku w Toruniu.

## Życiorys
Północny Toruń Projekt powstał na przełomie 2005–2006 roku. Działalność zespołu zainicjowali Zelo, Luba i Brożas, nagrywając takie utwory jak „Właśnie tak”, „Hałas” i „Niema chuja we wsi”, które bezpośrednio inspirowane były stylem crunk. Wkrótce potem do grupy dołączyli Buczer oraz Zawik i zespół już pod nazwą PTP zrealizował nagrania, które złożyły się na pierwszy album Toronto crunk style z 2007 r., opublikowany wyłącznie w Internecie.
Ze względu na sukces poprzedniego albumu, grupa w 2008 r. podpisała kontrakt z wytwórnią Wielkie Joł warszawskiego rapera Tede. 13 listopada 2008 r. ukazał się drugi album grupy pt. Ulice tego słuchają, na którym gościnnie wystąpili m.in.: Peja, Kaczor, Gural, Paluch, Borixon, Kajman oraz Macca Squad. Za produkcję w całości odpowiadał Zelo. Następnie z przyczyn osobistych grupę opuścił Luba.
W 2010 roku ukazał się kolejny album grupy pt. Wybuchowa receptura. Nagrania ukazały się nakładem wytwórni Maccabra Label. Gościnnie na płycie wystąpili: Miodu, Ras Luta, Firma, Macca Squad, Pih, Fabuła, K8, Dondi oraz Małpa.
W 2013 roku grupa wydała album pt. Poezja twojego podwórka#4, na którym gościnnie pojawili się Mr. Polska, Bezczel, Cegła z zespołu Macca Squad oraz Luba.
W 2017 roku światło dzienne ujrzał album pt. Ulice tego słuchają 2, będący sequelem powstałego w 2008 roku Ulice tego słuchają, którego reedycję dołączono do sprzedawanej płyty. Gościnnie na płycie pojawili się: Peja, Białas, Sobota oraz Kaen.
Przed oficjalnym wydaniem płyty odejście ze składu ogłosił Kamil „Zawik” Zawidzki.
W 2017 roku, po wydaniu albumu Ulice tego słuchają 2, zespół ogłosił zakończenie działalności.
Aktywnymi artystami pozostali Buczer oraz Zelo, którzy pracują nad swoją twórczością solową.

## Dyskografia
Albumy
| Tytuł                      | Dane dot. albumu                                           |
| -------------------------- | ---------------------------------------------------------- |
| Toronto crunk style        | - Data: 2007 - Wydawca: brak, nielegal                     |
| Ulice tego słuchają        | - Data: 13 listopada 2008 - Wydawca: Wielkie Joł           |
| Wybuchowa receptura        | - Data: 20 października 2010 - Wydawca: Maccabra Label     |
| Poezja twojego podwórka #4 | - Data: 26 listopada 2013 - Wydawca: My Music/Step Records |
| „Ulice Tego Słuchają 2”    | - Data: 3 marca 2017 - Wydawca: Soul Records               |

Inne
| Album                                      | Rok  | Uwagi | Źródło |
| ------------------------------------------ | ---- | --- | ------ |
| SummerJam 2007 (kompilacja)                | 2007 | PTP – „Druga część” | [ 7 ]  |
| Fala MC – PROwizorka                       | 2007 | „Ruszamy głową” (gościnnie: PTP) | [ 8 ]  |
| Peja – Styl życia G’N.O.J.A.               | 2008 | „(Z)robię szmal” (gościnnie: PTP) | [ 9 ]  |
| DJ. B – Mixtape 2008                       | 2008 | „Jakby” (gościnnie: PTP) | [ 10 ] |
| DJ Decks – Mixtape 4                       | 2008 | „Na mixtejpie u Decksa” (gościnnie: PTP)                                                                                             | [ 11 ] |
| Slums Attack – Piętnastak Live             | 2008 | „Ulice tego słuchają” (gościnnie: PTP)                                                                                               | [ 12 ] |
| Paluch – Pewniak                           | 2009 | „Młody krzyk ulicy” (gościnnie: PTP)                                                                                                 | [ 13 ] |
| Fabuła – Dzieło sztuki                     | 2009 | „Dorzuć do interesu” (gościnnie: PTP)                                                                                                | [ 14 ] |
| Macca Squad – Prawdziwa historia           | 2009 | „Gram w tę grę” (gościnnie: PTP) | [ 15 ] |
| DJ Buhh – Wolumin 5: Facebuhh              | 2010 | „W formie (Blend)” (gościnnie: PTP)                                                                                                  | [ 16 ] |
| MRZ – Mixtape vol. 1                       | 2010 | „Komercja” (gościnnie: Cegła, PTP, Dondi)                                                                                            | [ 17 ] |
| Dondi – Podziękujesz mi później mixtape    | 2010 | „Robimy to tak 2" (gościnnie: PTP) „Robimy to tak 2 Pingu Rmx V.1" (gościnnie: PTP) „Robimy to tak 2 Pingu Rmx V.2" (gościnnie: PTP) | [ 18 ] |
| Pele – Trzy mózgi                          | 2010 | „Do przodu (Prod. Jonson)” (gościnnie: PTP, DJ Taek)                                                                                 | [ 19 ] |
| Brahu – Chaos                              | 2011 | „Drugi dom” (gościnnie: PTP) | [ 20 ] |
| Jongmen – Uwertura                         | 2011 | „Niech to idzie w całą Polskę” (gościnnie: PTP)                                                                                      | [ 21 ] |
| Buczer – Podejrzany o rap: Mixtape vol.3   | 2011 | "Unikat" (gościnnie: PTP, Cegła, Dondi, Spółdzielnia (Ogarnij Się!))                                                                 | [ 22 ] |
| DJ Soina – Kręci mnie vinyl                | 2011 | „Szanuj nas (Blend)” (gościnnie: PTP)                                                                                                | [ 23 ] |
| Grube jointy 2: karani za nic (kompilacja) | 2011 | PTP – „Blunty w górę” | [ 24 ] |
| Buczer – Infamous Mixtape                  | 2012 | „Lubimy chlać” (gościnnie: PTP) | [ 25 ] |
| Kobra, Bezczel – 0,7 na dwóch              | 2012 | „Rockstars” (gościnnie: PTP, Tomson)                                                                                                 | [ 26 ] |
| Bezczel – A.D.H.D                          | 2013 | „Rzeźnia” (gościnnie: PTP, Sobota)                                                                                                   | [ 27 ] |
| Z.B.U.K.U – Życie szalonym życiem          | 2013 | „Potrzebuję tego” (gościnnie: PTP)                                                                                                   | [ 28 ] |
| Bezczel – Słowo honoru                     | 2014 | „Na przekór” (gościnnie: PTP, Fabuła)                                                                                                | [ 29 ] |

## Teledyski
| Tytuł                                   | Rok  | Reżyseria/Realizacja  | Album                      | Źródło |
| --------------------------------------- | ---- | --------------------- | -------------------------- | ------ |
| „W błędzie/Bujają się na dwa”           | 2008 | –                     | Ulice tego słuchają        | [ 30 ] |
| „Ulice tego słuchają” (gościnnie: Peja) | 2009 | Adams                 | Ulice tego słuchają        | [ 31 ] |
| „Polewamy czystą” (gościnnie: Fabuła)   | 2010 | Edward Grygianiec     | Wybuchowa receptura        | [ 32 ] |
| „Wybuchowa Receptura”                   | 2010 | Evil Eye Movie Studio | Wybuchowa receptura        | [ 33 ] |
| „To nie koniec”                         | 2011 | Evil Eye Movie Studio | Wybuchowa receptura        | [ 34 ] |
| „Nie wiem jak Ty”                       | 2011 | DirtMiron             | –                          | [ 35 ] |
| „To tylko biznes”                       | 2013 | DelaFlow              | Poezja twojego podwórka #4 | [ 36 ] |
| „True school”                           | 2013 | DelaFlow              | Poezja twojego podwórka #4 | [ 37 ] |
| „Jalapeno”                              | 2013 | –                     | Poezja twojego podwórka #4 | [ 38 ] |
| „Daję wiarę”                            | 2013 | Dondi                 | Poezja twojego podwórka #4 | [ 39 ] |
| „Bankiet”                               | 2016 | Magictown Visual Arts | Ulice tego słuchają 2      | [ 40 ] |
| „Cała naprzód”                          | 2016 | Brev#K.O Imperial     | Ulice tego słuchają 2      |        |
| „Co jest pięć”                          | 2017 | Magictown Visual Arts | Ulice tego słuchają 2      |        |